# Apam (Ghana)
Koordinaten: 5° 17′ N, 0° 44′ W
Apam ist die Hauptstadt des Gomoa Districts in der Central Region des westafrikanischen Ghanas. Laut Census des Jahres 2000 hat der Ort 16 494 Einwohner. Apam liegt an der Küste des Atlantiks, etwa 68 km von der Regionshauptstadt Cape Coast und 69 km von der Landeshauptstadt Accra entfernt.
Größte Sehenswürdigkeit des Ortes ist das historische Fort Patience (oder auch Fort Leydsamheit genannt) aus dem 18. Jahrhundert. In Apam findet sich das einzige Hospital des Distriktes. Es hat 105 Betten und wird von der katholischen Kirche betrieben.